# Arcuphantes awanus
Arcuphantes awanus là một loài nhện trong họ Linyphiidae.
Loài này thuộc chi Arcuphantes. Arcuphantes awanus được Hirotsugu Ono & Kendo Saito miêu tả năm 2001.